# Dänische Unihockeynationalmannschaft der Frauen
Die dänische Unihockeynationalmannschaft der Frauen präsentiert Dänemark bei Länderspielen und internationalen Turnieren in der Sportart Unihockey. Der sechste Platz an der Heimweltmeisterschaft 2007 ist bisher die beste Platzierung.

## Platzierungen

### Weltmeisterschaften
| WM   | Austragungsort(e)           | Platz     |
| ---- | --------------------------- | --------- |
| 1997 | Mariehamn und Godby         | –         |
| 1999 | Borlänge                    | 10. Platz |
| 2001 | Riga                        | 10. Platz |
| 2003 | Bern, Gümligen und Wünnewil | 11. Platz |
| 2005 | Singapur                    | 9. Platz  |
| 2007 | Frederikshavn               | 6. Platz  |
| 2009 | Västerås                    | 9. Platz  |
| 2011 | St. Gallen                  | 8. Platz  |
| 2013 | Brünn, Ostrava              | 11. Platz |
| 2015 | Tampere                     | 10. Platz |
| 2017 | Bratislava                  | 9. Platz  |
| 2019 | Neuenburg                   | 10. Platz |
| 2021 | Uppsala                     | 8. Platz  |